# 5 Roughs
5 Roughs is een ep van de band Orquesta del Desierto.

## Tracklist
| Nr. | Titel               | Duur |
| --- | ------------------- | ---- |
| 1   | Summer              | 3:45 |
| 2   | Sky Cruiser         |      |
| 3   | Life Without Color  | 3:18 |
| 4   | Someday             | 3:56 |
| 5   | Asleep At The Wheel |      |